# Пузини
Пузини пол. Kniaź Puzyna — рід гербу Огінець та Брама.

## Представники
- Юрій — ревний визнавець православ'я
  - Афанасій (Пузина) — спершу унійний, потім православний єпископ Луцький і Острозький[1]

- Іван Казимир — упитський[2] підчаший
  - Петро (1664—1717) — єзуїт,

- князь Іван Петрович, друга дружина — Дорота з Гружевських
  - Геронім з Козельська (†1657) — маршалок упитський, кальвініст
    - Андрій — мінський каштелян
      - Стефан (1667—1738) — єзуїт, засновник варшавської друкарні ордену
      - Михайло — писар великий литовський
      - Христофор Домінік — упитський староста, мстиславльський воєвода і каштелян

- Владислав — упитський писар земський
  - Йосиф (†1752) — інфляндський єпископ РКЦ

- Роман — власник маєтку у Гвіздці, Остапківцях, Чеховій, дружина — Гортензія, донька Юзефа Дверницького
  - Ян Дуклян Пузина (13 вересня 1842, Гвіздець) — кардинал, єпископ РКЦ (львівський (помічник), краківський)

- Юзеф Пузина — ректор Львівського університету